# Stelis aquinoana
Stelis aquinoana är en orkidéart som beskrevs av Rudolf Schlechter. Stelis aquinoana ingår i släktet Stelis och familjen orkidéer. Inga underarter finns listade i Catalogue of Life.